# Bristoeveldtocht

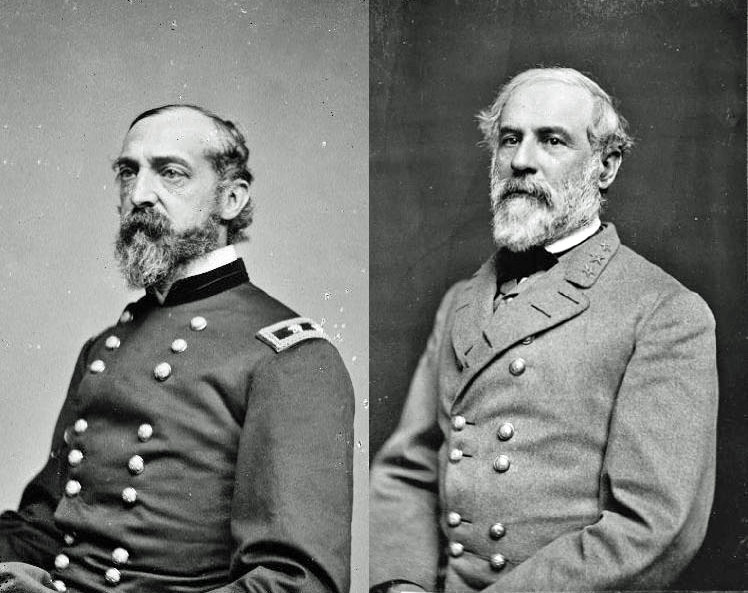
George G. Meade en Robert E. Lee, bevelvoerende generaals tijdens de Bristoeveltocht

De Bristoeveldtocht vond plaats in oktober en november 1863 in Virginia tijdens de Amerikaanse Burgeroorlog. De Noordelijke generaal-majoor George G. Meade en zijn Army of the Potomac probeerde via enkele onsuccesvolle manoeuvres de Zuidelijke Army of Northern Virginia onder leiding van generaal Robert E. Lee te verslaan. Lee counterde Meades manoeuvres waardoor Meade zich moest terugtrekken naar Centreville, Virginia. Lee viel Meade op 14 oktober aan bij Bristoe Station. Lee leed echter te veel verliezen en trok zich terug. Het initiatief lag opnieuw bij de Noordelijken. Meade zette opnieuw de achtervolging in en brak op 7 november door de Zuidelijke defensieve linies bij Rappahannock Station. Lee werd tot achter de rivier de Rapidan gedreven. Naast de twee infanterieslagen vocht de cavalerie tweemaal bij Auburn op 13 oktober en 14 oktober en bij Buckland Mills op 19 oktober.

## Achtergrond
Na de Slag bij Gettysburg tussen 1 juli en 3 juli 1863 had generaal Robert E. Lee zijn leger teruggetrokken over de Potomac naar Virginia. Hij concentreerde zijn Army of Northern Virginia in Orange County achter de Rapidan. De Noordelijke generaal-majoor George G. Meade had veel kritiek over zich heen gekregen omdat hij er niet in geslaagd was het vijandelijke leger definitief te verslaan. Daarom plande hij voor de herfst nieuwe offensieven om deze kritiek te counteren.
Begin september detacheerde Lee twee divisies van luitenant-generaal James Longstreets korps om de Zuidelijke Army of Tennessee van Braxton Bragg te versterken. Dit zou leiden tot de Zuidelijke overwinning in de Slag bij Chickamauga. Meade was op de hoogte van het vertrek van Longstreet. Meade zou deze verzwakking van Lees leger ten volle proberen te benutten. In augustus verplaatste Meade zijn leger dichter bij de Rappahannock. Hij stuurde zijn cavalerie vooruit om Lee aan te vallen bij de Rapidan. Na de Slag bij Culpeper Court House op 13 september kregen de Noordelijken vaste voet aan de overzijde van de Rapidan. Meade wilde zijn numeriek sterker leger via een grote omsingelende beweging de vijand vernietigen. Op 24 september kreeg Meade echter de opdracht om enkele van zijn korpsen (het XI en XII Corps ) naar Chattanooga te sturen om de Zuidelijke aanvallen daar af te slaan.
Toen Lee vernam dat Meade twee korpsen minder had, plande hij een grote flankeerbeweging via Cedar Mountain om de vijandelijke rechterflank te treffen. Hoewel Meades leger nog altijd numeriek sterker was, trok hij zich toch terug achter via Orange and Alexandria Railroad omdat hij geen slag wilde leveren die niet aan zijn eigen voorwaarden voldeden.

## De veldslagen

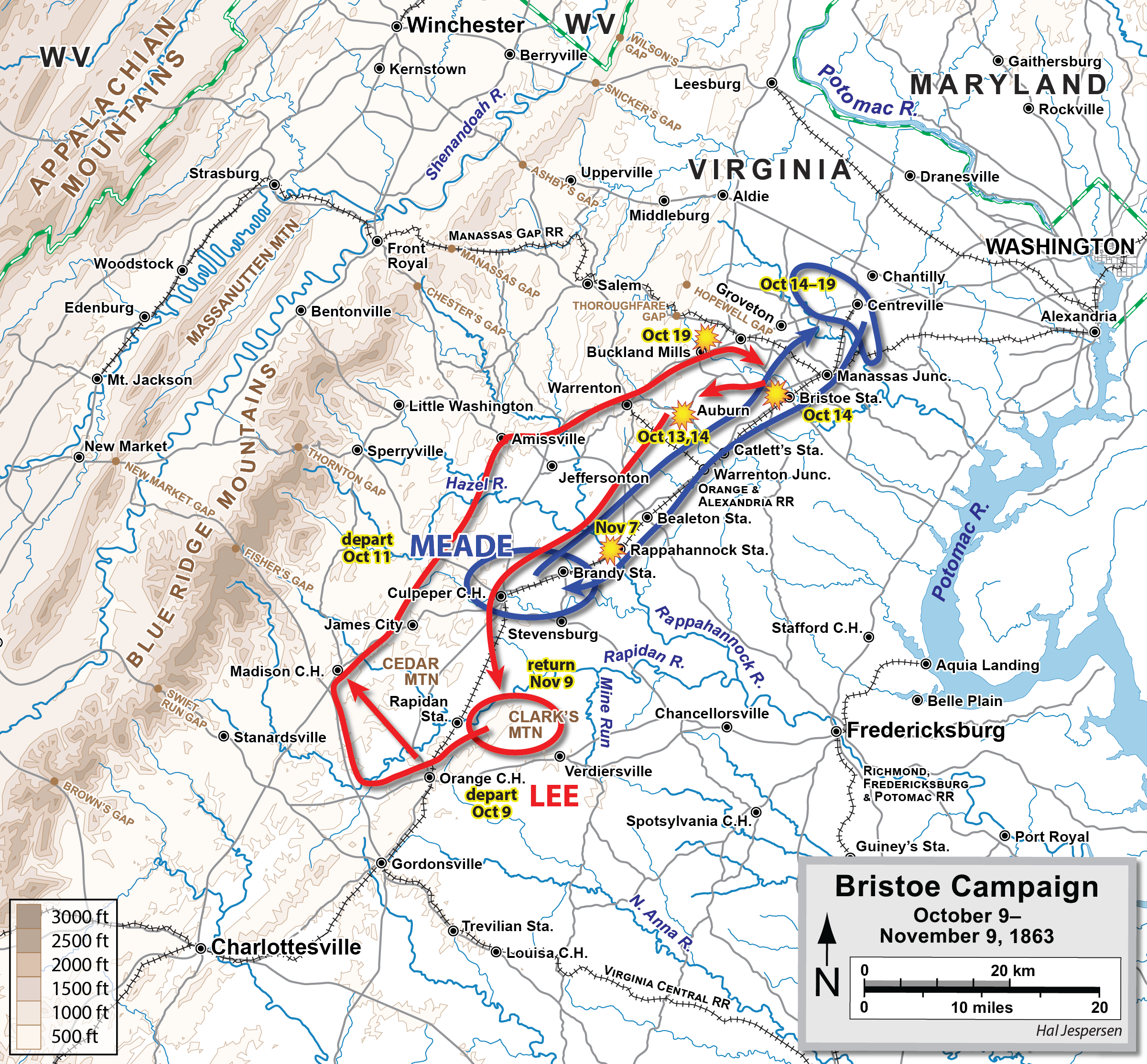
De Bristoeveldtocht

### DeEerste Slag bij Auburnen deTweede Slag bij Auburn
Op 13 oktober voerde generaal-majoor J.E.B. Stuart een van zijn vele aanvallen uit op de communicatielijnen van het vijandelijke leger. Bij Warrenton botste hij per toeval op de achterhoede van het III Corps. Het korps van luitenant-generaal Richard S. Ewell moest Stuart uit zijn hachelijke situatie halen. Stuart slaagde erin om zijn eenheden te verstoppen in de nabijgelegen bossen tot het vijandelijke III Corps voorbijgetrokken was.
Het Noordelijke leger trok zich terug naar Manassas Junction. Meade beschermde zijn rechterflank om niet in dezelfde situatie verzeild te geraken zoals generaal-majoor John Pope en Joseph Hooker in vorige veldtochten terecht waren gekomen. Brigades van het II Corps onder leiding van generaal-majoor Gouverneur K. Warren vocht op 14 oktober een achterhoede gevecht uit met Stuarts cavalerie bij Auburn. Stuarts aanval leidde tot weinig resultaat. Hij kon zich na een partijtje blufpoker terugtrekken. De II Corps marcheerde verder naar Catlett Station die langs de Orange and Alexandria Railroad lag.

### DeSlag bij Bristoe Station
Het Zuidelijke korps van luitenant-generaal A.P. Hill botste bij Bristoe Station op twee terugtrekkende Noordelijke korpsen. Hill viel zonder voorafgaande verkenning aan. Op 14 oktober slaagden eenheden van het Noordelijke II Corps erin om twee brigades van generaal-majoor Henry Heths divisie zwaar toe te takelen. Ze veroverden ook twee artilleriebatterijen. Hill kwam Heth te hulp maar kon weinig verschil maken tegen de goed ingegraven Noordelijke stellingen. Na deze overwinning trok Meade zich verder terug naar Centreville. Lee had te veel manschappen verloren zonder dat hij ze op korte termijn kon vervangen. Na enkele kleine schermutselingen bij Manassas en Centreville trokken de Zuidelijken zich terug naar de Rappahannock. Ze vernietigden verschillende kilometers van de Orange and Alexandria Railroad. Meade stond onder druk van het opperbevel om Lee te achtervolgen. Het duurde echter een maand voor de spoorweg voldoende was hersteld om de nodige voorraden aan te voeren om tot de aanval over te gaan.

### DeSlag bij Buckland Mills
Na de Zuidelijke nederlaag bij Bristoe Station en de mislukte opmars naar Centreville schermde Stuarts cavalerie de terugtocht van Lees leger af bij Manassas Junction. Noordelijke cavalerie onder leiding van brigadegeneraal Judson Kilpatrick zette de achtervolging in. Ze liepen echter in een hinderlaag bij Chestnut Hill. De Noordelijke cavalerie werd verslagen en bijna 8 km achtervolgd tot de Zuidelijken het opgaven.

### Over de Rappahannock en deTweede Slag bij Rappahannock Station
Lee betrok zijn oude stellingen bij de Rappahannock. Hij liet een versterkt bruggenhoofd achter op de Noordelijke over die oversteekplaats bij Kelly’s Ford beschermde. Op 7 november brak Meade door op twee plaatsen. Een verrassingsaanval door het VI Corps van generaal-majoor John Sedgwick veroverde het bruggenhoofd bij Rappahannock Station. Er werden twee brigades van generaal-majoor Jubal A. Earlys divisie gevangengenomen. De gevechten bij Kelly’s Ford zelf waren minder doorslaggevend. Toch trokken de Zuidelijken zich terug waardoor de Noordelijken de rivier zonder veel verdere problemen overstaken.

## Gevolgen
Lees leger trok zich terug naar Orange County ten zuiden van de Rapidan. De Noordelijken betrokken winterkwartieren bij Brandy Station en in Culpeper County. De verschillende veldslagen tijdens deze veldtocht kostte beide zijden 3.910 slachtoffers. Deze veldtocht werd gevolgd door de even weinig succesvolle Slag bij Mine Run in november.